# Antonio Pasculli
Pour les articles homonymes, voir Pasculli.
Antonio Pasculli (né le 13 octobre 1842 à Palerme, en Sicile et mort dans la même ville le 23 février 1924) est un hautboïste et compositeur italien de la fin du XIXe et du début du XXe siècle.

## Biographie
Virtuose du hautbois, Antonio Pasculli donne de nombreux concerts pour instruments à vent, très populaires en Italie à cette époque.
Son programme était toujours lié à l'opéra. Il fit un nombre important de retranscriptions pour le hautbois (fantaisies) sur les thèmes de certains opéras de Vincenzo Bellini, Gaetano Donizetti, Gioachino Rossini et Giuseppe Verdi.
L'exécution de ces fantaisies était redoutable. Elles n'étaient qu'enchaînements de trilles, arpèges et gammes chromatiques obligeant les hautboïstes à pratiquer la respiration circulaire. En effet, à aucun moment il n'était possible de prendre une respiration sans voir la pièce perdre tout son sens lié à la virtuosité.
Antonio Pasculli s'est éteint à Palerme en 1924.

## Œuvres
On oublia malheureusement les œuvres d'Antonio Pasculli au début du XXe siècle, jusqu'au jour où le hautboïste Omar Zoboli (en) fit des recherches qui conduisirent à la découverte de ce prodigieux virtuose, par un public averti et surtout l'enregistrement d'une partie de ses fantaisies.

## Discographie
- Concerto sur des thèmes de Donizetti pour hautbois – Yeon-Hee Kwak, hautbois ; Ursula Eisert, harpe ; Chia Chou, piano (1998/1999, MDG) (OCLC 45792759)
- Pasculli the Paganini of the oboe – Christopher Redgate, hautbois ; Stephen Robbings, piano (2003, Oboe Classics) (OCLC 716984614)
- Operatic Fantasias for Oboe and Piano – Ivan Paisov, hautbois ; Natalia Shcherbakova, piano (1-2, 5, 9-10 juillet 2007, Naxos 8.570567) (OCLC 716984310)
- Antonio Pasculli, il Paganini dell'oboe – Omar Zoboli (en), cor anglais et hautbois ; Giuliana Albisetti, harpe ; Antonio Ballista, piano (2017, Gallo (en)) (OCLC 1023604153)